# Sara Lozo
Sara Lozo (em sérvio:  Сара Лозо; nascido em 29 de abril de 1997) é uma jogadora de voleibol profissional sérvia. Ela joga no time nacional feminino de voleibol da Sérvia como uma rebatedora externa. Ela tem 1,86 m.

## Prêmios

### Time nacional

#### Equipe Júnior
- Campeonato Europeu Júnior de 2014 - Medalha de ouro

#### Equipe Sênior
- Liga das Nações 2022 – Medalha de bronze
- Campeonato Mundial de 2022 – Medalha de ouro

### Clubes
- Liga Sérvia de Voleibol : 2013/14, 2014/15, 2015/16, 2016/17, 2017/18[1]
- Copa da Sérvia: 2014/15, 2015/16
- Supercopa da Sérvia : 2013/14, 2014/15, 2015/16, 2016/17
- Liga do Cazaquistão: 2019/20, 2020/21
- Copa do Cazaquistão : 2020/21
- Supercopa do Cazaquistão : 2018/19, 2019/20, 2020/21
- Campeonato Asiático de Clubes: 2020/21

### Prêmios individuais
- Melhor servidora de 2014, Campeonato Europeu Sub-19 2014[2]
- Melhor rebatedora externo de 2014/15, Superliga da Sérvia
- Melhor rebatedora externo de 2015/16, Superliga da Sérvia
- Melhor rebatedora externo de 2015/16, Copa da Sérvia
- Melhor servidora 2015/16, Copa da Sérvia
- Melhor rebatedora externo de 2016/17, Superliga da Sérvia
- Melhor servidora 2017/18, Superleauge Sérvia
- Melhor rebatedora externo de 2017/18, Superliga Sérvia
- Melhor recebedora de 2018/19, liga do Cazaquistão